# Denticollis rubens
Denticollis rubens là một loài bọ cánh cứng trong họ Elateridae. Loài này được Piller & Mitterpacher miêu tả khoa học năm 1783.